# Joe Perry (hráč snookeru)
Joe Perry (* 13. srpna 1974 Wisbech, Anglie) je od roku 1991 profesionální hráč snookeru. Nejvyššího breaku dosáhl 145 bodů na turnaji v roce 2004.

## Úspěchy
- Čtvrtfinálová účast na China International v roce 1999
- Finálová účast na European Open v roce 2001
- Semifinálová účast na UK Championship v roce 2004
- Čtvrtfinálová účast na World Championship v roce 2004